# Хаддади, Уссама
Уссама Хаддади (араб. أسامة الحدادي‎; родился 28 января 1992, Тунис, Тунис) — тунисский футболист, защитник клуба «Дибба Аль-Хисн» и сборной Туниса. Участник чемпионата мира 2018 года.

## Клубная карьера
Хаддади — воспитанник клуба «Клуб Африкэн». В 2010 году он дебютировал в чемпионате Туниса. 26 августа 2012 года в поединке против «Сфаксьена» Уссама забил свой первый гол за «Клуб Африкэн». В 2015 году он стал чемпионом Туниса. В начале 2017 года Хаддади перешёл во французский «Дижон». 11 февраля в матче против «Кана» он дебютировал в Лиге 1. 20 января 2018 года в поединке против «Страсбура» Уссама забил свой первый гол за «Дижон».
Летом 2019 года Хаддади перешёл в аравийский «Аль-Иттифак». 24 августа в матче против «Аль-Вахда» он дебютировал саудовской Премьер-лиге. В начале 2020 года Хаддади был арендован турецким клубом «Касымпаша». 25 января в матче против «Аланьяспора» он дебютировал в турецкой Суперлиге.
Летом 2021 года Хаддади перешёл в «Ени Малатьяспор». 16 августа в матче против «Трабзонспора» он дебютировал за новый клуб.

## Международная карьера
31 марта 2015 года в товарищеском матче против сборной Китая Хаддади дебютировал за сборную Туниса.
В 2018 году Хаддади принял участие в чемпионате мира в России. На турнире он сыграл в матче против команды Панамы.
В 2019 году Хаддади принял участие в Кубке Африки в Египте. На турнире он сыграл в матчах против команд Анголы, Мали, Мавритании, Нигерии, Сенегала, Мадагаскара и Ганы.
В 2022 году Хаддади принял участие в Кубке Африки в Камеруне. На турнире он сыграл в матчах против команд Нигерии и Буркина-Фасо.

## Достижения
«Клуб Африкэн»
- Чемпион Туниса: 2014/15